# Генріх I (герцог Каринтії)
Генріх I Молодший (*Heinrich I, 940  —5 жовтня 989) — герцог Каринтії у 976—978 та 985—989 роках, герцог Баварії у 983—985 роках (як Генріх III).

## Життєпис

### Молоді роки
Походив з роду Луітпольдингів. Син Бертольда I, герцога Баварії, та баварської аристократки Більтруди. Народився у 940 році.
Після смерті батька у 947 році Генріха було відсторонено від влади імператором Оттоном I, який передав трон Баварії своєму братові Генріху. Мешкав у власних володіннях свого роду.

### Герцог Каринтії
У 976 році після придушення повстання Генріха II, герцога Баварії, імператор Оттон II ухвалив рішення про розподіл Баварії, відокремивши від неї Східну марку та герцогство Велика Карантанія. Останнє було передано Генріху Луїтпольдингу.
Нове державне утворення було неміцним. Воно складалося з декількох марок — Карантанської, Подравської, Посавська, Крайна, Істрія, Фріульська, Веронська. В кожній з яких правила своя династія, а Генріх I володів лише в Каринтії, інші марки лише номінально підкорялися правителю. Оскільки більшість населення Великої Карантанії становили слов'яни, Генріх I розпочав політику німецької колонізації цих земель та онімечення хорутан (предків словенців).
У 977 році Генріх I брав участь у повстанні Генріха Баварського, якого також підтримав Генріх I, князь-єпископ Аугсбурга, проти імператора. Воно отримало назву «Війна трьох Генріхів» і було швидко придушено. У 978 році Генріха I було позбавлено Карантанії, яка була передана Оттону Вормсському з Салічної династії.

### Герцог Баварії
Після смерті Оттона I, герцога Баварії, в 982 році Генріх Молодий замирився з імператором Оттоном II і отримав Баварське герцогство. Втім у 985 році Генріх, колишній герцог Баварії, теж помирився з імператором. Генріх Молодий передав йому Баварію.

### Друге панування Карантанією
Володарював з 985 року в Карантанії, яку знову отримав від імператора. Генріх I вже не повставав та спокійно займався розбудовою власне Каринтії, а інші марки практично повністю відділилися від Великої Карантанії.
У 989 році Генріх I помер. З його смертю згасла чоловіча лінія Луїтпольдингів. Владу над Каринтійським герцогством перебрав Генріх II, герцог Баварії.